# Brun spricklav
Brun spricklav (Acarospora fuscata) är en lavart som först beskrevs av Heinrich Adolph Schrader, och fick sitt nu gällande namn av Theodor 'Thore' Magnus Fries. Brun spricklav ingår i släktet spricklavar, och familjen Acarosporaceae. Arten är reproducerande i Sverige.